# Jüdischer Friedhof Birkenau (Odenwald)
Der Jüdische Friedhof Birkenau (Odenwald) ist ein Friedhof in der Gemeinde Birkenau (Odenwald) im Landkreis Bergstraße in Hessen.

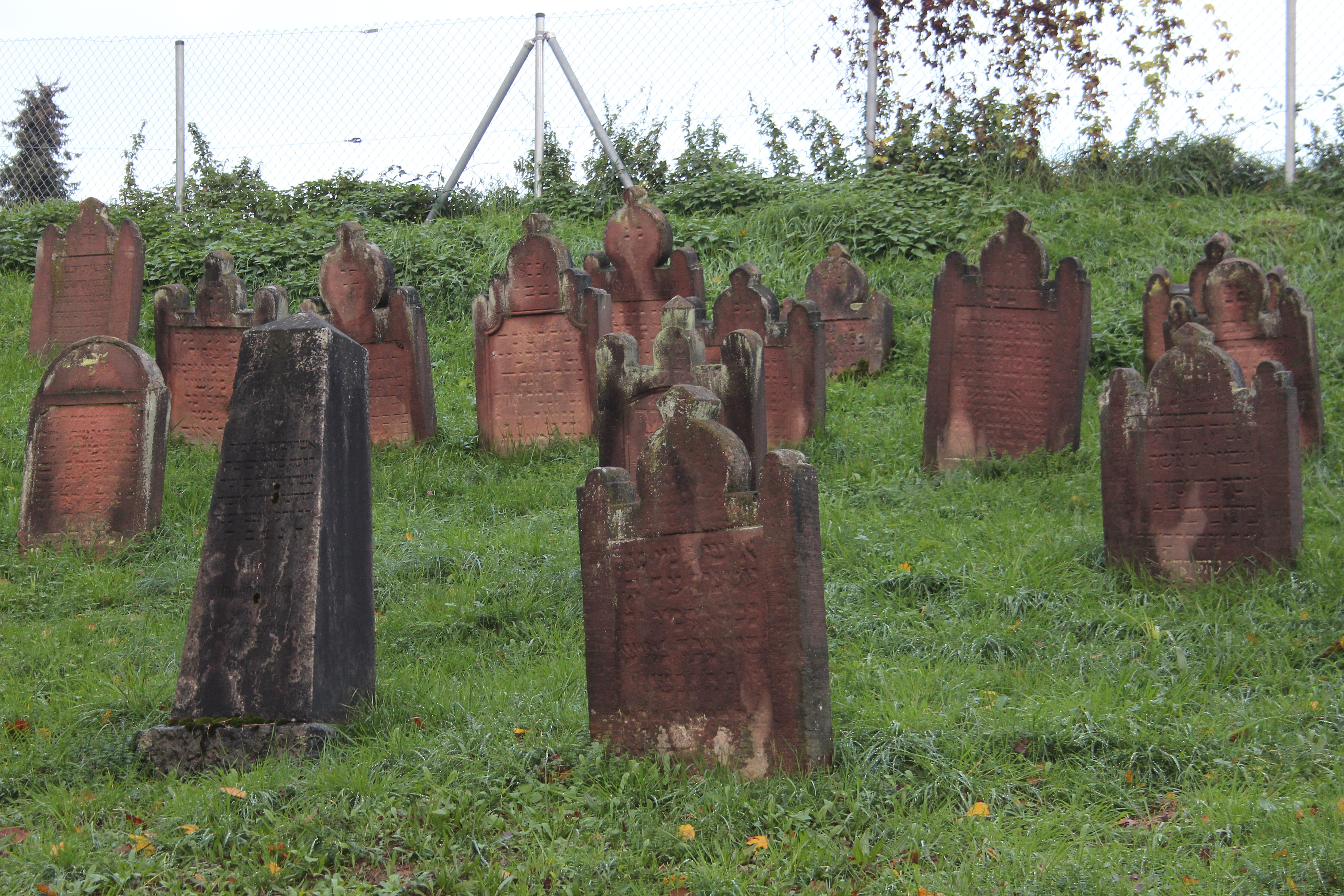
Der jüdische Friedhof in Birkenau

## Beschreibung
Der 2780  m² große jüdische Friedhof liegt im Süden des Ortes an der Kallstädter Talstraße. Es sind 151 Grabsteine aus der Belegzeit von 1722 bis 1936 erhalten.

## Geschichte
Der Friedhof wurde im 18. Jahrhundert angelegt. Belegt wurde er zunächst gemeinsam von den jüdischen Gemeinden Birkenau und Rimbach, 1845 legte die Rimbacher Gemeinde einen eigenen Friedhof an. Für die Pflege des Friedhofes besteht eine New Yorker Stiftung, sie machte ein Anfang des 20. Jahrhunderts in die USA ausgewanderter ehemaligen jüdischer Einwohner Birkenaus. Auch in den Jahren zwischen 1933 und 1945 wurde der Friedhof gepflegt und erhalten.